# 우에드에드다하브라구이라 지방

우에드에드다하브라구이라 지방

우에드에드다하브라구이라 지방(아랍어: العيون بوجدور الساقية الحمراء, 프랑스어: Oued Ed-Dahab-Lagouira)은 모로코를 구성하던 16개 지방 가운데 하나로 분쟁 지역인 서사하라에 위치했다. 모로코 측에서는 자국 영토의 남부에 위치하고 있다고 주장했다. 행정 중심지는 다클라이며 면적은 50,880km2, 인구는 99,367명(2004년 기준)이다. 1개 현(아우세르드 현)과 1개 주(우에드에드다하브 주)를 관할했다. 2015년에 실시된 행정 구역 개편에 따라 폐지되었다.
폴리사리오 전선과 서사하라 독립 지지 세력들은 이 곳을 사하라 아랍 민주 공화국 영토의 일부로 여기고 있지만 유엔과 대다수 국가들은 모로코의 실질적인 서사하라 지배 또는 사하라 아랍 민주 공화국의 일방적인 독립 선언을 인정하지 않고 있다.